# أراويللو
تُعتبرأراويللو (يُنطق في الصومال: Caraweelo) ملكة قديمة في حكايات الصومال المأثورة.

## السيرة الذاتية
يُقال أن أراويللو حكمت معظم وإن لم يكن كل أقاليم الصومال. وقدمت بعض حكايات السيرة الذاتية الغير مؤكدة العديد من التفاصيل الشخصية عن هذه الملكة. على سبيل المثال، يُقال أن اسم أم أراويللو كان هيرامانيو. وعلى الجانب الآخر لم يُذكر شيٌء عن والدها.ولكن عثر إنريكو سيرولي على قصص أخرى تصف حاكمة من هارارغي (أوغادين) في عهد مخزومي ، وكان والدها أمير مايا.  كانت أراويللو أول مولود لثلاث بنات والوريث الطبيعي للأسرة. وكالعديد من الحكام النساء، كافحت أراويللو من أجل تمكين المرأة. حيث آمنت بضرورة بناء المجتمع على النظام الأمومي الذي يجعل المرأة هي الحاكم والقائد. ولكن لا يوجد أي دليل موثوق لوجود أراويللو في الحقيقة.

## الموقع
لم يتم التأكيد من موقع مملكة أراويللو حتى الآن. ولكن يُعتقد أنها دُفنت في شمال الصومال، تحديداً في منطقة سناج في الصومال. وتم نقل عرشها إلى مجهولين من أقرب أقربائها، واقترحت العديد من الإصدارات أنه نُقل إلى أختها أراكسانو.

## تحدّي الأدوار الجندرية
تحدَّت أراويللو اعتمادية الأدوار الاجتماعية - القائمة في ذلك الوقت - على نوع الجنس. فقبل أن تُصبح الملكة، يُقال أن خلال فترة جفاف تل بوران في الصومال استخرجت أراويللو وفريقها المياه واصطادوا الحيوانات ليحموا مدينتهم من المجاعات والهجرة. وخلال فترة حكمها، اعترض زوج أراويللو على الدور المنسوب لها كالعائل والمسئول عن كل نواحي مجتمعها. حيث أنه كان يؤمن بأن دور المرأة مقتصر على مجرد الواجبات المنزلية وأن عليها ترك كل شيء آخر للرجال. ورداً على ذلك، أمرت أراويللو جميع النساء في جميع أنحاء الأرض بالتخلي عن دورهن النسائي في المجتمع، وبدأت تخصي الرجال. كان هذا الإضراب ناجح، مما اضطر الرجال إلى تولي المزيد من تربية الأطفال وخلق انعكاس في الأدوار الموجهة للجنسين. ولكن لم يؤدي ذلك إلى تحقيق قدر أكبر من المساواة، بل أخذت النساء مسئولية الأدوار العليا في المجتمع وأُجبِر الرجال على التبعية.
آمنت أراويللو بضرورة انعكاس الأدوار في المجتمع، منذ أن أيقنت كون النساء قوات طبيعية لحفظ السلام في المجتمع. ومع تقدمها في العمر، رأت أن النساء لا يعمالن معاملة حسنة؛ وأن الرجال كانوا في الغالب هم المحرضين والمشاركين في الحرب والسياسة. فلم تحارب أراويللو فقط من أجل تحرير المرأه في المجتمع الإقطاعي ولكن أيضا من أجل سيطرتها، حيث أنها آمنت بكون النساء الأفضل والأكثر كفاءة كقادة للغد.

## الثقافات الشعبية
تشير الثقافة الصومالية اليوم إلى أراويللو بكونها فتاة / امرأة حازمة ومهيمنة للغاية. وفي أحد المصادر الأخرى، يَّدعي كونها الملكة هارلا في صومال القديمة.  ولكن هذا لا يتوافق مع حقيقة كونها شخصية فولكلورية، بالإضافة إلى عدم وجود دليل على وجودها. تتباين الآراء حول تراثها على نطاق واسع، حيث يدينها النقاد بسبب طبيعتها القالتلة للرجال وختانها لهم، حيث يعتبرون ذلك كنوع من تشويه الأعضاء التناسلية. في حين أن أنصارها يمدحونها لدورها العظيم في تمكين النساء.